# Adrien Languillat
Adrien-Hippolyte Languillat, né à Chantemerle, arrondissement d’Épernay (Marne), le 28 septembre 1808 et mort à Zikawei (Shanghai) le 30 novembre 1878, est un évêque français membre de la Compagnie de Jésus qui fut évêque in partibus de Sergiopolis (de), vicaire apostolique de Nankin et membre honoraire de la Société d’Agriculture, Commerce, Sciences et Arts de la Marne.

## Biographie
Adrien Languillat prit les ordres à Châlons-sur-Marne et fut aussitôt placé comme vicaire à la paroisse Notre-Dame, d’où il fut bientôt appelé à la cure de l’église Saint-Alpin de Châlons.
En 1841, il entra dans la Compagnie de Jésus et partit pour la Chine comme missionnaire.
En 1856, il est consacré évêque in partibus de Sergiopolis (de) par Joseph-Martial Mouly. Il est nommé vicaire apostolique du nouveau vicariat apostolique du Sud-Est du Tché-li, dans la province de Nankin, puis en 1864, succédant à André-Pierre Borgniet, vicaire apostolique de Nankin, jusqu'à sa mort.
Il était venu, en 1867 revoir le pays natal et recruter des religieuses pour la Chine, et retourna en Chine après trois mois de séjour en France.
Il approuva à Shanghai (qui dépendait du siège de Nankin) la fondation des Sœurs de la Présentation (les présentandines) en 1873 destinées aux jeunes femmes chinoises. Trois religieuses prononcèrent cette année-là leurs premiers vœux. Leur couvent, fermé après la révolution de 1949, a rouvert en 1985.
Il fit venir aussi les carmélites et les auxiliatrices du purgatoire à Zikawei (Shanghai). Ses dernières années furent assombries par une attaque d'apoplexie en 1874.

## Œuvres
On a de lui :
- un Traité du Mariage, écrit en chinois,
- des lettres dans les Annales de la propagation de la foi,
- des Relations de Voyages,
- Entrevue avec le Vice-Roi des Deux-Kiang,
- Voyage d’un Évêque missionnaire à Rome, etc.

Il a aussi écrit dans le Messager du Sacré Cœur et dans les Missions Catholiques.